# AOneSat Communications AG
A AOneSat Communications AG, (também designada por apenas AOneSat) é uma empresa baseada na Suíça que foi criada para no futuro operar uma frota de satélites de comunicação, o primeiro satélite, o AOneSat 1, será lançado ao espaço em 2016.

## História
A AOneSat foi criado em 2009 para atender à crescente demanda de transmissão via satélite e de prestação de serviços de telecomunicações em diferentes partes do mundo.
A AOneSat é promovida pela INDEN (Suíça) e pela ANANTH TECHNOLOGIES LTD. (Índia).
A empresa tem planos definitivos para criar uma frota inicial de três satélites a serem implantados a partir de 2014. Esses satélites de alta potência que operam nas bandas C, Ku e Ka são projetados para cobrir partes da América do Sul e do Norte, Europa, África, Oriente Médio e sul da Ásia a partir de localizações orbitais bem coordenados.
A AOneSat já finalizou o contrato com uma das principais fabricantes de satélites e prestadores de serviços, a ISS Reshetnev, para a construção e entrega em órbita do satélite AOneSat 1.

## Capacidade e objetivo
A AOneSat tem acesso a uma série de posições orbitais geoestacionários. Atualmente, três satélites estão sendo construídas para atender negócio da FSS e BSS. A mesma está trabalhando com fabricantes de satélites de renome e operadores internacionais de satélite para a construção e lançamento de satélites para prestar serviços e atender a demanda de comunicação via satélite e serviços de radiodifusão.
A AOneSat tem acesso a uma série de empresas de telecomunicações e emissoras de mídia com interesse na capacidade adicional de satélite nos mercados em crescimento e mercados tradicionais para atender às crescentes e novas exigências para a substituição dos satélites já envelhecidos.
A AOneSat está em discussões com os operadores de grandes frotas de satélites que estão mostrando interesse em ser seus potenciais parceiros ou clientes preferenciais por meio de quem a AOneSat trará a capacidade de transponders para o mercado.